# Anictangium orthotrichoides
Anictangium orthotrichoides är en bladmossart som beskrevs av John Gillies och Greville 1830. Anictangium orthotrichoides ingår i släktet Anictangium och familjen Pottiaceae. Inga underarter finns listade i Catalogue of Life.